# أبو النشناش النهشلي الدارمي التميمي
أبو النَشناش النَهشَلي التميمي شاعر من الشعراء الصعاليك في العصر الأموي

## سيرة
شاعر من لصوص العرب، اشتهر بكنيته وضاع اسمه. كان يعترض القوافل بين الحجاز والشام في عصر الخليفة مروان بن الحكم، وفي إحدى غاراته على القوافل بين طريق الحجاز والشام ظفر به عمّال مروان فحبسه، وقيده، ثم أمكنه الهرب، فمر بغراب على بانة ينتف ريشه وينعب، فجزع من ذلك، ثم مر بحي من بني لهب فقال لهم: رجل كان في بلاء وشر وحبس وضيق فنجا من ذلك، ثم نظر عن يمينه فلم ير شيئًا ونظر عن يساره فرأى غرابًا على شجرة بان ينتف ريشه وينعب؟ فقال اللهبي: إن صدقت الطير يعاد إلى حبسه وقيده، ويطول ذلك به ويقتل ويصلب. فقال له: بفيك الحجر! قال: لا، بل بفيك. وأنشأ يقول الشعر.
وقد جرى في شعره على نهج صعاليك العرب في فخرهم بالحصول على المغانم والأسلاب، وأن العيش يطلب من صاحبه الجرأة، وألا يبالي بالموت في سبيل الظفر بما يبغيه من مال.
حكى عن الأصمعي في كنيته قولان آخران: «ابن النشناش» نقله الزبيدي في شرح القاموس، و«أبو النشناش» نقله التبريزي في شرح الحماسة عن أبي العلاء. وما أثبتنا هو الثابت في أصل الأصمعيات، وهو الذي أثبته ابن جني في المبهج 26 قال: أخبرنا أبو سهل أحمد بن محمد القطان عن أبي سعيد الحسن بن الحسين السكري قال: كان الأصمعي يقول: هذا أبو النشناش، وأنشد البيت الذي له:
سرت بأبي النشناش فيها ركائبه وانظر باقي المراجع في التخريج

## من شعره
له شعر في أشعار اللصوص وأخبارهم. منها قصيدة مطلعها:
إِذِ المَرءُ لَم يَسرَح سَواماً وَلَم يُرِح سَواماً وَلَم يَبسُط لَهُ الوَجهَ صاحِبُه
فَلَلمَوتُ خَيرٌ لِلفَتى مِن حَياتِه فَقيراً وِمَن مَولىً تَدِبُّ عَقارِبُه
ومنها:
ولم أرَ مثلَ الفقرِ ضاجعَهُ الفتى ولا كسواد الليلِ أخفقَ طالبُهْ 
ومن شعره أيضًا:
كَأَن لَم تَرَي قَبلي أَسيراً مُكَبَّلاً وَلا رَجُلاً يُرمى بِهِ الرَجَوانِ
كَأَنّي جَوادٌ ضَمَّهُ القَيدُ بَعدَما جَرى سابِقاً في حَلْبَةٍ وَرِهانِ